# Crypto Boy
Crypto Boy è un film del 2023 diretto ed interpretato da Shady El-Hamus.

## Trama
Dopo aver litigato con suo padre, Amir cerca l'indipendenza economica venendo attratto dal mondo delle criptovalute.

## Distribuzione
Il film è stato distribuito sulla piattaforma Netflix a partire dal 19 ottobre 2023.